# Радиотелевизионный передающий центр (филиал РТРС)
Радиотелевизионный передающий центр (в 1969-1973 гг. — Радиотелевизионная передающая станция) — региональный филиал РТРС (в 1969-1991 гг. предприятие Министерства связи СССР), осуществляющий передачу теле- и радиопрограмм посредством радиоволн.
В 1969 году созданы на базе передающих частей телецентров (переданных в том же году местным комитетам по телевидению и радиовещанию) как радиотелевизионные передающие станции (в советской литературе также именовались «передающими телестанциями»), оставшиеся в составе местных управлений связи Министерства связи СССР (позднее — местных производственно-технических управлений связи Министерства связи СССР). С 1973 года носят их современное название, термин «радиотелевизионная передающая станция» остался за их участками, расположенными вне городов, имеющих студии телевидения (вне республиканских, краевых или областных центров или областных и краевых центров, не имевших собственной студии телевидения). После создания в 1986-1992 гг. местных студий телевидения в тех областных и краевых центрах, в которых их не было, в них же были созданы и радиотелевизионные передающие центры. В 1998 году были объявлены дочерними предприятиями ВГТРК, в 2001 году выделены из ВГТРК и объединены во ФГУП «РТРС», став её филиалами. О всесоюзном радиотелевизионном передающем центре см. ст. Московский региональный центр РТРС.